# Vollmer Maschinengewehr 27
Das Vollmer Maschinengewehr 27, Werksbezeichnung VMG 27 war ein vom württembergischen Konstrukteur Heinrich Vollmer entwickeltes Versuchsmodell eines Leichten Maschinengewehrs, welches nach der Vorstellung des Konstrukteurs die verschiedenen Varianten des MG 08 bei der Reichswehr ablösen sollte.

## Vorgeschichte
Vollmers Maschinenbaubetrieb, die Vollmer Werke, stellte während des Ersten Weltkrieges im Auftrag der königlichen Gewehrfabrik Danzig Mündungsschoner für Gewehre 98 und Karabiner 98a des Heeres aber auch Teile für das MG 08 und MG 08/15  her. Gleichzeitig, möglicherweise aber schon vorher, beschäftigte sich der Firmengründer und begabte Konstrukteur mit der Verbesserung des Maschinengewehrs. Insbesondere widmete er seine Aufmerksamkeit der Entwicklung einer gurtlosen Munitionszuführung. Dies hatte einige Bedeutung, da sich die Textilgurte des MG 08, insbesondere bei ungünstiger Witterung, negativ auf die Zuverlässigkeit der Waffe auswirkten und der Grundstoff Hanf knapp wurde. Das von ihm entwickelte Trommelmagazin erreichte allerdings im Kriege nicht mehr seine Fertigungsreife. Auch nach dem Krieg bestand weiter ein Interesse an der Entwicklung und es fanden mindestens zwei Truppenversuche statt. Sowohl das Urteil der MG-Ersatzkompagnie Ulm als auch der Abschlussbericht des 9. Preußischen Infanterieregiments vom 18. Oktober 1923 fielen positiv aus. Da aber zu diesem Zeitpunkt klar war, dass MG 08 und MG 08/15 durch eine modernere Konstruktion abgelöst werden mussten, wurde das Magazin nie eingeführt. Ebenfalls in die Kriegszeit fallen Arbeiten zu einer eigenen MG-Konstruktion. Hierbei handelte es sich wohl um einen Gasdrucklader, für den 1918 ein Patent erteilt wurde.

## Waffenentwicklung
Bereits bald nach dem Krieg begann Vollmer erneut mit der Entwicklung eines eigenen Leichten Maschinengewehrs, was nach den Bestimmungen des Versailler Vertrages (Artikel 168) eigentlich verboten war. Offensichtlich war ein geringes Waffengewicht nicht das einzige Entwicklungsziel Vollmers. Auch Einfachheit und geringer Preis wurden berücksichtigt. Während das MG 08 noch aus 383 Teilen bestand, waren es beim VMG 27 nur 78 Teile und die Fertigungskosten beliefen sich auf die Hälfte des Durchschnittspreises eines MG auf dem Weltmarkt.
Spätestens ab 1926 hatten auch offizielle Stellen von der Entwicklung Kenntnis, denn am 27. Februar 1926 wurde das MG erstmals in Berlin vorgeführt und das Heereswaffenamt beteiligte sich an den Entwicklungskosten. Am 9. Juli 1927 fand ein Versuchsschießen (Dauerversuch) bei der Abteilung Infanterie des Heereswaffenamtes (Wa Prüf 2) statt, worauf die Abteilung Chefkonstrukteur (Wa Prüf 3) am 6. August 1927 und 25. August 1928 bei Vollmer jeweils zwei Waffen und jeweils vier Trommelmagazine orderte. Bei einer vereinbarten Preisobergrenze von 38.000 Reichsmark war als spätester Zeitpunkt der Lieferung für alle vier Waffen und acht Magazine nebst Zeichnungssatz der 15. Oktober 1927 angesetzt. Kurz darauf zog sich die Reichswehr wieder aus dem Projekt zurück und untersagte weitere Arbeiten, woraufhin sich Vollmer erfolgreich an den Reichswehrminister Wilhelm Groener wandte. Groener intervenierte zugunsten seines Landsmannes Vollmers, sodass in der ersten Hälfte des Jahres 1929 weitere Beschussversuche mit der Waffe durchgeführt werden konnten.
Am 1. August 1929 wurden folgende Beanstandungen bzw. Wünsche des Heeres bekannt gegeben:
1. Umkonstruktion auf Munitionszuführung durch ein Stangenmagazin
2. Schnellerer Rohrwechsel
3. Änderungen an Abzugsvorrichtung und Auszieher
4. Änderungen an der Anordnung des Auswurffensters

Während noch an diesen Änderungen gearbeitet wurde, wurde deutlich, dass sich das Heer nicht für das Vollmer-MG entscheiden würde. Die Reichswehr führte stattdessen 1930  oder 1931 das von Rheinmetall in Sömmerda entwickelte MG 13 ein. Der Konstrukteur erhielt keinen Auftrag, aber eine Belobigung von Reichswehrminister Wilhelm Groener.
Im Jahr 1931 wurde das Projekt durch eine dreiseitige Vereinbarung kurzzeitig wiederbelebt. Beteiligt waren:
- Heinrich Vollmer
- Mauser Werke (Oberndorf am Neckar)
- Metallwarenfabrik Kreuzlingen AG (Schweiz)

Im Zuge der Zusammenarbeit sollten im Wesentlichen die oben genannten Forderungen des Heereswaffenamtes umgesetzt werden. Das Endergebnis war das Leichte Maschinengewehr Mauser Vollmer 31, kurz M.V. 31, welches dem VMG 27 auch äußerlich stark ähnelt. Allerdings hat es eine veränderte Schulterstütze, einige Änderungen am Mechanismus und verwendet das 25-Schuss Magazin des MG 13. Die Vereinbarung wurde 1933 aufgekündigt, die Rechte für die Waffe fielen zurück an Heinrich Vollmer.

## Beschreibung
Äußerlich ähnelt des VMG 27 in diversen Aspekten anderen zeitgenössischen Maschinengewehren, insbesondere dem MG 13 und dem Solothurn S2-200 (MG 30). Eine hölzerne Schulterstütze ist an einem kastenförmigen Gehäuse mit Griffstück angesetzt, welches wiederum in einen zylindrischen Teil übergeht.  Am vorderen Ende des zylindrischen Gehäuseteils befinden sich ein Tragegriff und ein Zweibein. Es schließt sich ein geschlitzter Laufmantel und an dessen Ende sich ein konischer Rückstoßverstärker an. Der Tragegriff kann, wie beim MG 13, nach unten geklappt werden, wenn er nicht benötigt wird. Das Trommelmagazin wird unter dem zylindrischen Gehäuseteil angesetzt. Auf diesem befindet sich die Halterung für das Schiebevisier. Sie ist, genauso wie der Kornhalter, auffällig hoch. Dieses Konstruktionsmerkmal ist vermutlich der rohrparallelen Schulterstütze geschuldet und findet sich in ähnlicher Form am MG 13 und am Solothurn S2-200 (MG 30).
Der kastenförmige Gehäuseteil besitzt einen Gehäusedeckel, der weggeklappt bzw. vollständig abgenommen werden kann. Dadurch wird der Schleuderhebel, ein wesentliches Element der Waffenfunktion, vollständig freigelegt. Er ist rechts vor und leicht oberhalb des Abzugs angeordnet. Der untere Teil des Hebels und seine Drehachse werden vom Gehäusedeckel nicht verdeckt und sind der Umwelt direkt ausgesetzt. Das Rohr samt Rohrverlängerung, Schlossbaugruppe, Durchladehebel und Rückstoßverstärker kann nach Entfernen der Schulterstütze, des Gehäusedeckels und des Schleuderhebels aus Gehäuse und Rohrmantel gezogen werden.
Das VMG 27 ist ein luftgekühlter, zuschießender Rückstoßlader mit kurzem Rohrrücklauf. Das Rohr und die Rohrverlängerung (Schlosshülse) sind durch ein segmentiertes Gewinde miteinander verbunden. Der dreiteilige Verschluss wird auf seinem gesamten Weg in der Rohrverlängerung zwangsgeführt. Auf ihn wirkt die Schließfeder, welche sich auf das hintere Ende der Rohrverlängerung abstützt. Die Waffe kann gesichert werden, indem der Durchladehebel in hinterer (gespannten) Position in eine Rast im Gehäuse eingelegt wird.
Wird die geladene Waffe abgefeuert, bewegt sich der Verschluss in der Rohrverlängerung nach vorn und führt eine Patrone aus dem Trommelmagazin in das Patronenlager zu. Wenn der Verschluss seine vorderste Position erreicht, wird der gespannte Schlagbolzen mittels einer Steigungskurve freigegeben. Im weiteren Vorlauf erzwingt der Schlagbolzen eine 45°-Drehung des Verschlusskopfes im Verriegelungsstück. Erst wenn Rohr und Verschluss über die vier Verriegelungswarzen des Verschlusskopfes fest verbunden sind trifft der Schlagbolzen auf das Zündhütchen und die Treibladung der Patrone wird gezündet.
Aufgrund des einsetzenden Rückstoßes laufen Rohr, Rohrverlängerung und Verschluss gemeinsam zurück. Nachdem das Geschoss das Rohr verlassen hat und der Gasdruck auf ein sicheres Maß abgefallen ist, läuft das Rohr auf den Schleuderhebel auf. Der Schleuderhebel hält die Rückwärtsbewegung des Rohrs auf und überträgt sie mittels des Durchladehebels auf den Verschluss. Dadurch wird die Verriegelung von Rohr und Verschluss aufgehoben, die leere Patronenhülse ausgezogen und der Schlagbolzen gespannt. Der Verschluss läuft gegen den Druck der Schließfeder in seine hintere Position zurück. Die Vorholfeder in der Schulterstütze bringt das Trio Rohr, Rohrverlängerung und Verschluss, wieder in die vordere Position. Abhängig von der Position des Abzugs beginnt der Zyklus von Neuem, oder wird unterbrochen.
Hinweis: Die Beschreibung des Funktionsprinzips beruht neben einer dürftigen Beschreibung des VMG 27 auf einer ausführlichen Beschreibung des Funktionsprinzips des M.V. 31. Es wird unterstellt, dass sich Funktionsprinzip von VMG 27 und M.V. 31 nicht wesentlich unterscheiden.

## Museale Rezeption
Man geht von zwei noch existierenden Exemplaren im Militärhistorischen Institut in Prag und der Wehrtechnischen Studiensammlung in Koblenz aus.